# Prix Virilo
Ne doit pas être confondu avec Paul Virilio.
Le prix Virilo est un prix littéraire français, créé en 2008. Il récompense un roman francophone publié dans l’année « ayant touché le jury par son audace littéraire, sa justesse, ou toute autre qualité faisant sens ». Le prix Trop Virilo, en revanche, est un prix totalement humoristique. Les deux prix ne sont plus décernés depuis 2018.
Le nom a été choisi pour parodier le prix Femina dont la seule qualité est, selon le prix, de présenter une énième collusion du monde des lettres. 
Le lauréat du prix Virilo se voit récompensé de la somme de 11 euros, soit un euro de plus que pour le prix Goncourt. 
Le nom du prix est certes parodique mais il ne s'agit en aucun cas de se moquer du lauréat car c'est bien un prix littéraire classique au sens où il récompense un roman pour ses qualités littéraires. En revanche, le jury œuvre pour un peu plus d'humour dans les critiques et le décryptage des quatrièmes de couverture.

## Origine et objectif du prix
Le prix Virilo a été créé comme une réponse absurde au prix Femina, dont le jury est exclusivement composé de femmes, ayant lui été créé en 1904 pour s'opposer au sexisme du prix Goncourt, qui ne consacrait alors que des hommes. Le nom Virilo a été choisi de manière délibérément ridicule afin de tourner en dérision le nom Femina.
Le jury du Prix Virilo est mixte ; chacun de ses membres doit « porter la moustache » et « voter en homme », ce qui a l'avantage de ne rien vouloir dire. En revanche, tous achètent les livres qu'ils chroniquent.

## Prix Trop Virilo
Le prix Trop Virilo est un prix littéraire, décerné en même temps et par le même jury que le prix Virilo. Contrairement au prix Virilo qui récompense un roman sur ses seuls critères littéraires, le prix Trop Virilo récompense « la poussée de testostérone littéraire la plus vivace de l’année », c'est-à-dire un roman ou essai qui place l’homme, ou plus précisément le machisme, au centre de sa problématique. Un prix Trop Virilo est à la fois Trop Virilo et content de l'être.

## Renommée
La France comportant plus de 2300 prix littéraires, ce prix se distingue par son humour et se fait connaître en apparaissant souvent dans les prix littéraires plus insolites, loufoques ou absurdes, à côté de prix comme le prix Sade, le prix de la Page 111 ou encore le prix Nocturne,,.

## Liste des lauréats

### Prix Virilo
- 2008 : Robert Alexis pour Les Figures
- 2009 : Laurent Mauvignier pour Des hommes
- 2010 : Emmanuel Dongala pour Photo de groupe au bord du fleuve
- 2011 : Éric Chevillard pour Dino Egger
- 2012 : Pierre Jourde pour Le Maréchal absolu
- 2013 : Céline Minard pour Faillir être flingué
- 2014 : Grève du jury devant la piètre qualité de la rentrée littéraire
- 2015 : Douna Loup pour L’Oragé
- 2016 : Fanny Taillandier pour Les États et empires du lotissement Grand Siècle – Archéologie d’une utopie
- 2017 : Patrick K. Dewdney pour Écume
- 2018 : Gauz (« Le Nouvel Attila ») pour Camarade Papa

### Prix Trop Virilo
- 2008 : Pierre Bisiou pour Enculée
- 2009 : Valéry Giscard d'Estaing pour La Princesse et le Président
- 2010 : Virginie Despentes pour Apocalypse bébé
- 2011 : Éric Reinhardt pour Le Système Victoria
- 2012 : Éric Neuhoff pour Mufle
- 2013 : Marie Nimier pour Je suis un homme
- 2014 : grève du jury
- 2015 : Jean Teulé pour Héloïse Ouille! & Sophie Divry pour Quand le diable sortit de la salle de bain
- 2016 : Olivier Py pour Les Parisiens
- 2017 : Alexandre Jardin pour Ma mère avait raison et l'ensemble de son fil twitter
- 2018 : Jean Mattern pour Le bleu du lac